# Kanton Massiac
Kanton Massiac (fr. Canton de Massiac) je francouzský kanton v departementu Cantal v regionu Auvergne. Tvoří ho 12 obcí.

## Obce kantonu
- Auriac-l'Église
- Bonnac
- La Chapelle-Laurent
- Ferrières-Saint-Mary
- Laurie
- Leyvaux
- Massiac
- Molèdes
- Molompize
- Saint-Mary-le-Plain
- Saint-Poncy
- Valjouze